# Hemiculter songhongensis
Hemiculter songhongensis är en fiskart som beskrevs av Nguyen 2001. Hemiculter songhongensis ingår i släktet Hemiculter och familjen karpfiskar. IUCN kategoriserar arten globalt som otillräckligt studerad. Inga underarter finns listade i Catalogue of Life.